# كاسبييسك
كاسبييسك (بالروسية: Каспийск) هي إحدى مدن روسيا في الكيان الفدرالي الروسي داغستان.

## المناخ
يظهر الجدول التالي التغييرات المناخية على مدار السنة لكاسبييسك:
| البيانات المناخية لـكاسبييسك      | البيانات المناخية لـكاسبييسك | البيانات المناخية لـكاسبييسك | البيانات المناخية لـكاسبييسك | البيانات المناخية لـكاسبييسك | البيانات المناخية لـكاسبييسك | البيانات المناخية لـكاسبييسك | البيانات المناخية لـكاسبييسك | البيانات المناخية لـكاسبييسك | البيانات المناخية لـكاسبييسك | البيانات المناخية لـكاسبييسك | البيانات المناخية لـكاسبييسك | البيانات المناخية لـكاسبييسك | البيانات المناخية لـكاسبييسك |
| الشهر                             | يناير                        | فبراير                       | مارس                         | أبريل                        | مايو                         | يونيو                        | يوليو                        | أغسطس                        | سبتمبر                       | أكتوبر                       | نوفمبر                       | ديسمبر                       | المعدل السنوي                |
| --------------------------------- | ---------------------------- | ---------------------------- | ---------------------------- | ---------------------------- | ---------------------------- | ---------------------------- | ---------------------------- | ---------------------------- | ---------------------------- | ---------------------------- | ---------------------------- | ---------------------------- | ---------------------------- |
| متوسط درجة الحرارة الكبرى °م (°ف) | 3.3 (37.9)                   | 3.6 (38.5)                   | 7.1 (44.8)                   | 14.4 (57.9)                  | 21.1 (70.0)                  | 26.3 (79.3)                  | 28.9 (84.0)                  | 28.6 (83.5)                  | 23.5 (74.3)                  | 17.2 (63.0)                  | 10.8 (51.4)                  | 5.8 (42.4)                   | 15.9 (60.6)                  |
| المتوسط اليومي °م (°ف)            | 0.4 (32.7)                   | 0.8 (33.4)                   | 4.1 (39.4)                   | 10.7 (51.3)                  | 17.1 (62.8)                  | 22.3 (72.1)                  | 25.1 (77.2)                  | 24.6 (76.3)                  | 19.9 (67.8)                  | 13.8 (56.8)                  | 7.9 (46.2)                   | 3.1 (37.6)                   | 12.5 (54.5)                  |
| متوسط درجة الحرارة الصغرى °م (°ف) | −2.4 (27.7)                  | −2.0 (28.4)                  | 1.1 (34.0)                   | 7.0 (44.6)                   | 13.2 (55.8)                  | 18.3 (64.9)                  | 21.4 (70.5)                  | 20.6 (69.1)                  | 16.4 (61.5)                  | 10.4 (50.7)                  | 5.0 (41.0)                   | 0.5 (32.9)                   | 9.1 (48.4)                   |
| الهطول مم (إنش)                   | 22 (0.9)                     | 28 (1.1)                     | 21 (0.8)                     | 18 (0.7)                     | 28 (1.1)                     | 25 (1.0)                     | 26 (1.0)                     | 23 (0.9)                     | 38 (1.5)                     | 43 (1.7)                     | 31 (1.2)                     | 29 (1.1)                     | 332 (13)                     |
| المصدر: Climate-Data.org          |                              |                              |                              |                              |                              |                              |                              |                              |                              |                              |                              |                              |                              |

## أعلام
- غيداربيك غيداربيكوف
- ماغوميد نوروتينوف
- رسلان خيروف
- ألبرت سليموف
- ماغوميد أريبغادجيف